# Onthophagus coenobita
Калоед-отшельник (лат. Onthophagus coenobita) — вид пластинчатоусых жуков из подсемейства скарабеин.

## Описание
Имаго длиной 6,5—10 мм. Голова и переднеспинка ярко-металлически-зелёные, бронзовые или пурпурно-медные, в явственных волосках. Крапинки надкрылий зеленовато-бурые или желтовато-зелёные. Переднеспинка у самок впереди с двумя, обычно слитыми основаниями бугорками.

## Синонимы
В синонимику вида входят следующие биномены:
- Onthophagus cuspidiusculus Mulsant, 1842
- Onthophagus fulvipes Faldermann, 1835
- Onthophagus rufipes Menetries, 1832
- Onthophagus subprominulus Mulsant, 1842 non Mulsant, 1842
- Onthophagus tricuspis Mulsant, 1842 non Semenov-Tian-Shanskii & Medvedev, 1927
- Scarabaeus coenobita Herbst, 1783basionym
- Scarabaeus fulgens Brahm, 1790
- Scarabaeus tenuicornis Preyssler, 1790